# موازنة (بديع)
الموازنة هو أن تتساوى الفاصلتان في الوزن دون التقفية، نحو قوله تعالى: ﴿وَنَمَارِقُ مَصْفُوفَةٌ ۝١٥ وَزَرَابِيُّ مَبْثُوثَةٌ ۝١٦﴾ [الغاشية:15–16]، فإن المصفوفة والمبثوثة متساويان في الوزن دون التقفية، ولا عبرة بالتاء لأنها زائدة.